# Giuris margaritacea
Giuris margaritacea е вид лъчеперка от семейство Eleotridae, единствен представител на род Giuris.

## Разпространение
Видът е разпространен в Австралия, Вануату, Гуам, Източен Тимор, Индия, Индонезия, Мадагаскар, Малайзия, Микронезия, Нова Каледония, Палау, Папуа Нова Гвинея, Северни Мариански острови, Сейшели, Сингапур, Соломонови острови, Тайланд, Фиджи, Филипини, Южна Африка и Япония.